# Homicide involontaire coupable en droit canadien
Pour un article plus général, voir Homicide involontaire coupable.
En droit pénal canadien, l'homicide involontaire coupable (anglais : manslaughter) est une infraction pénale que l'on peut définir comme « un homicide commis par une personne qui n'avait pas l'intention spécifique de causer la mort ou de poser l'acte qui l'a entraînée, qu'elle ait agi sous le coup d'une impulsion soudaine ou par suite d'une imprudence ou d'une négligence ».

## Code criminel

### Définition
Dans le Code criminel canadien, l'homicide involontaire coupable est défini à l'article 234 C.cr : 

« L’homicide coupable qui n’est pas un meurtre ni un infanticide constitue un homicide involontaire coupable. »

Le Code criminel distingue entre homicides coupables et les homicides non coupables : art. 222 (3) et (4) C.cr. Un homicide non coupable ne constitue pas une infraction (art. 222 (3) C.cr.) et n'englobe pas ce qui entre pas dans la définition d'un homicide coupable, soit le meurtre, l’homicide involontaire coupable ou l’infanticide (art. 222 (4) C.cr.). À titre d'exemple, l'aide médicale à mourir administrée conformément aux règles par un médecin ou un infirmier praticien n'est pas un homicide coupable, d'après l'art. 227 (1) C.cr
À l'art. 222 (5) C.cr., le législateur définit plus précisément l'homicide coupable : 

« (5) Une personne commet un homicide coupable lorsqu’elle cause la mort d’un être humain :
a) soit au moyen d’un acte illégal;
b) soit par négligence criminelle;
c) soit en portant cet être humain, par des menaces ou la crainte de quelque violence, ou par la supercherie, à faire quelque chose qui cause sa mort;
d) soit en effrayant volontairement cet être humain, dans le cas d’un enfant ou d’une personne malade. »

Sur le plan des faits, l'article 222 (5) C.cr. énonce donc les quatre catégories de gestes qu'une personne peut commettre pour être accusée d'homicide involontaire coupable, quand il ne s'agit pas d'un meurtre. Les deux premières catégories sont les principales : soit la personne a commis un acte illégal et la mort s'est ensuivie de manière non intentionnelle, soit la personne a fait preuve de négligence criminelle, c'est-à-dire qu'elle a une mens rea d'écart marqué et important qui « montre une insouciance déréglée ou téméraire à l’égard de la vie ou de la sécurité d’autrui. »
L'homicide involontaire coupable n'est pas un meurtre car le meurtre exige en règle générale ou bien l'intention spécifique de causer la mort, ou bien l'intention spécifique de causer des lésions corporelles de nature à causer la mort (art. 229 C.cr). L'homicide involontaire coupable n'est pas non plus l'infanticide, qui ne s'applique qu'aux mères de nouveau-nés dont l'esprit est perturbé (art. 233 C.cr).    
L'homicide involontaire coupable peut être distingué de l'homicide involontaire non coupable, lequel résulte en un verdict d'acquittement ou un verdict de non-responsabilité criminelle pour troubles mentaux, notamment lorsque l'accusé présente une défense d'automatisme ou d'une défense fondée sur les troubles mentaux ,.
Ce crime est jugé selon la prévision objective de lésions corporelles selon une personne raisonnable.

### Réduction du meurtre à l'homicide involontaire coupable
L'art. 232 (1) C.cr affirme qu'une meurtre peut être réduit à un homicide involontaire coupable  ;

« 232 (1) Un homicide coupable qui autrement serait un meurtre peut être réduit à un homicide involontaire coupable si la personne qui l’a commis a ainsi agi dans un accès de colère causé par une provocation soudaine. »

### Peine
L'art. 236 C.cr. prévoit la punition de l'homicide involontaire coupable: 

« Punition de l’homicide involontaire coupable
236 Quiconque commet un homicide involontaire coupable est coupable d’un acte criminel passible :
a) s’il y a usage d’une arme à feu lors de la perpétration de l’infraction, de l’emprisonnement à perpétuité, la peine minimale étant de quatre ans;
b) dans les autres cas, de l’emprisonnement à perpétuité. »

## Jurisprudence
D'après l'arrêt R. c. Cadotte, la peine imposée à l'homicide involontaire coupable va varier selon le degré de responsabilité de l'accusé. En effet, il peut y avoir des cas où l'homicide involontaire coupable s'approche du quasi-meurtre et d'autres cas où il s'approche du quasi-accident. Lorsqu'un accusé plaide coupable à l'infraction d'homicide involontaire coupable, la Couronne va demander une peine plus lourde en plaidant qu'il s'agit d'un quasi-meurtre, tandis que la défense va tenter d'obtenir une peine plus clémente en plaidant qu'il s'agit d'un quasi-accident. Le juge a un large pouvoir discrétionnaire quant à la peine imposée car il peut librement apprécier des facteurs aggravants et des facteurs atténuants, sauf dans certains cas où le Code criminel ou un arrêt antérieur lui imposent de tenir compte de facteurs aggravants.